# Euplectrus
Euplectrus is een geslacht van vliesvleugeligen uit de familie Eulophidae. De wetenschappelijke naam van dit geslacht is voor het eerst geldig gepubliceerd in 1832 door John Obadiah Westwood.
Deze soorten zijn parasitoïden op rupsen van vele soorten vlinders. Alvorens ze haar eitjes legt op de rups, injecteert de wesp een chemische stof in de rups die de vervelling tegenhoudt. De rups wordt niet verlamd en blijft bewegen, zich voeden en groeien, maar vervelt niet. De larven van de wesp ontwikkelen zich als ectoparasiet op de rups.
In een aantal gevallen komen deze wespen in aanmerking voor de biologische bestrijding van plaaginsecten. Zo is Euplectrus puttleri in 1976 uit Colombia ingevoerd in Florida in een poging de rupsen te bestrijden van Anticarsia gemmatalis, die zich voeden op de fluweelboom, pindaplanten, sojabonen en andere gewassen.

## Soorten
Het geslacht Euplectrus omvat de volgende soorten:
- Euplectrus aburiensis Ferrière, 1941
- Euplectrus acutigaster Zhu & Huang, 2003
- Euplectrus agaristae Crawford, 1911
- Euplectrus anae Schauff, 2001
- Euplectrus asotus Narendran, 2011
- Euplectrus atrafacies Wijesekara & Schauff, 1994
- Euplectrus australiensis Ashmead, 1900
- Euplectrus bebourensis Risbec, 1957
- Euplectrus bicolor (Swederus, 1795)
- Euplectrus brasiliensis Ashmead, 1904
- Euplectrus brevicarinatus Zhu & Huang, 2003
- Euplectrus brevisetulosus Zhu & Huang, 2003
- Euplectrus brevitarsis Ferrière, 1941
- Euplectrus bristlis Khan, Agnihotri & Sushil, 2005
- Euplectrus cairnsensis Girault, 1913
- Euplectrus cariniscutum Girault, 1915
- Euplectrus carlowae Schauff, 2001
- Euplectrus castaneus Risbec, 1957
- Euplectrus catocalae Howard, 1885
- Euplectrus ceresensis Ferrière, 1941
- Euplectrus ceylonensis Howard, 1896
- Euplectrus chapadae Ashmead, 1904
- Euplectrus cinctiventris Ferrière, 1941
- Euplectrus coimbatorensis Ferrière, 1941
- Euplectrus colliosilvus Wijesekara & Schauff, 1994
- Euplectrus comstockii Howard, 1880
- Euplectrus dubeyi Khan & Agnihotri, 2006
- Euplectrus edithae Schauff, 2001
- Euplectrus epiplemae Ferrière, 1941
- Euplectrus euplexiae Rohwer, 1921
- Euplectrus flavigaster Zhu & Huang, 2003
- Euplectrus flavipes (Fonscolombe, 1832)
- Euplectrus flavus Ubaidillah, 2003
- Euplectrus floryae Schauff, 2001
- Euplectrus frontalis Howard, 1885
- Euplectrus fukaii Crawford, 1911
- Euplectrus fulvicoxis Ferrière, 1941
- Euplectrus furnius Walker, 1843
- Euplectrus fuscicoxalis Zhu & Huang, 2003
- Euplectrus fuscipes Ferrière, 1941
- Euplectrus geethae Wijesekara & Schauff, 1994
- Euplectrus gopimohani Mani, 1941
- Euplectrus hansoni Schauff, 2001
- Euplectrus hargreavesi Ferrière, 1941
- Euplectrus himalayaensis Mani, 1935
- Euplectrus hircinus (Say, 1836)
- Euplectrus immargiventris Girault, 1915
- Euplectrus indicus Ferrière, 1941
- Euplectrus ireneae Schauff, 2001
- Euplectrus ivonae Schauff, 2001
- Euplectrus josei Schauff, 2001
- Euplectrus junctus Gahan, 1927
- Euplectrus koebelei Crawford, 1911
- Euplectrus kuboi Kamijo, 2003
- Euplectrus kurandaensis Girault, 1913
- Euplectrus kuwanae Crawford, 1911
- Euplectrus laeviscutellum Zhu & Huang, 2003
- Euplectrus laphygmae Ferrière, 1941
- Euplectrus latifrons Shafee, Fatma, Khan & Shujauddin, 1984
- Euplectrus leonae Risbec, 1951
- Euplectrus leucostomus Rohwer, 1921
- Euplectrus leucotrophis Howard, 1885
- Euplectrus liparidis Ferrière, 1941
- Euplectrus litoralis Wijesekara & Schauff, 1994
- Euplectrus longigaster Zhu & Huang, 2003
- Euplectrus longipetiolatus Zhu & Huang, 2003
- Euplectrus longiscapus Khan, Agnohitri & Sushil, 2005
- Euplectrus lutheri Girault, 1924
- Euplectrus maculiventris Westwood, 1832
- Euplectrus magdae Schauff, 2001
- Euplectrus manii Narendran, 2011
- Euplectrus manilae Ashmead, 1904
- Euplectrus manjericus Narendran, 2011
- Euplectrus marginatus Ashmead, 1885
- Euplectrus mariae Schauff, 2001
- Euplectrus maternus Bhatnagar, 1952
- Euplectrus mathuri Bhatnagar, 1952
- Euplectrus medanensis Crawford, 1911
- Euplectrus melanocephalus Girault, 1913
- Euplectrus mellipes Provancher, 1887
- Euplectrus mellocoxus Wijesekara & Schauff, 1994
- Euplectrus migneti Girault, 1936
- Euplectrus milii Risbec, 1951
- Euplectrus narariae (Chandy Kurian, 1954)
- Euplectrus nibilis Wijesekara & Schauff, 1994
- Euplectrus nigrescens Ferrière, 1941
- Euplectrus nigroclypeatus Ferrière, 1941
- Euplectrus noctuidiphagus Yasumatsu, 1953
- Euplectrus nuperus Narendran, 2003
- Euplectrus nyctemerae Crawford, 1912
- Euplectrus orias Schauff, 2001
- Euplectrus pachyscapha Girault, 1917
- Euplectrus pantnagarensis Khan & Agnihotri, 2006
- Euplectrus paribus Zhu & Huang, 2003
- Euplectrus partitus Ubaidillah, 2003
- Euplectrus parvulus Ferrière, 1941
- Euplectrus peechansis Wijesekara & Schauff, 1994
- Euplectrus petiolatus Ferrière, 1941
- Euplectrus phthorimaeae Ferrière, 1941
- Euplectrus phytometrae Risbec, 1951
- Euplectrus platyhypenae Howard, 1885
- Euplectrus prashanti Khan, Agnohitri & Sushil, 2005
- Euplectrus pullipes Girault, 1915
- Euplectrus puttleri Gordh, 1980
- Euplectrus reticulatus Zhu & Huang, 2003
- Euplectrus rojasi Schauff, 2001
- Euplectrus ronnai (Brèthes, 1918)
- Euplectrus ronniei Schauff, 2001
- Euplectrus rufiventris Ferrière, 1941
- Euplectrus scapus Yefremova, 2007
- Euplectrus scotti Girault, 1913
- Euplectrus semimarginatus Girault, 1917
- Euplectrus seminigrifemur Girault, 1924
- Euplectrus separatae Kamijo, 2003
- Euplectrus seychellensis Ferrière, 1941
- Euplectrus seyrigi Risbec, 1952
- Euplectrus singularis Ferrière, 1941
- Euplectrus solitarius Ashmead, 1904
- Euplectrus spinosus Ubaidillah, 2003
- Euplectrus spodopterae Bhatnagar, 1952
- Euplectrus stom Narendran, 2011
- Euplectrus striatus Ubaidillah, 2003
- Euplectrus sumbaensis Ubaidillah, 2003
- Euplectrus taiwanus Sonan, 1942
- Euplectrus testaceipes (Cameron, 1904)
- Euplectrus thanhi Efremova, 1994
- Euplectrus transversus Zhu & Huang, 2003
- Euplectrus turneri Ferrière, 1941
- Euplectrus umbrocoxatus Narendran, 2011
- Euplectrus utetheisae Mani & Kurian, 1953
- Euplectrus valverdei Schauff, 2001
- Euplectrus variabilis Risbec, 1952
- Euplectrus viggianii Khan, Agnihotri & Sushil, 2005
- Euplectrus walteri Schauff, 2001
- Euplectrus xanthocephalus Girault, 1913
- Euplectrus xanthovultus Wijesekara & Schauff, 1994
- Euplectrus xiomarae Schauff, 2001
- Euplectrus yaloticus Narendran, 2011
- Euplectrus zamoorini Narendran, 2011
- Euplectrus zamorai Schauff, 2001
- Euplectrus zandanus Narendran, 2011

In een artikel uit 2015 beschreef Christer Hansson 55 nieuwe soorten, alle uit de Area de Conservación Guanacaste in het noordwesten van Costa Rica:
- Euplectrus alejandrovalerioi
- Euplectrus alexsmithi
- Euplectrus alvarowillei
- Euplectrus andybennetti
- Euplectrus andydeansi
- Euplectrus annettewalkerae
- Euplectrus billbrowni
- Euplectrus bobwhartoni
- Euplectrus carlosarmientoi
- Euplectrus carlrettenmeyeri
- Euplectrus charlesmicheneri
- Euplectrus charlesporteri
- Euplectrus chrisdarlingi
- Euplectrus chrisgrinteri
- Euplectrus corriemoreauae
- Euplectrus daveroubiki
- Euplectrus davesmithi
- Euplectrus davidwahli
- Euplectrus dianariasae
- Euplectrus donquickei
- Euplectrus eowilsoni
- Euplectrus garygibsoni
- Euplectrus gavinbroadi
- Euplectrus gerarddelvarei
- Euplectrus henrytownesi
- Euplectrus howelldalyi
- Euplectrus hugokonsi
- Euplectrus iangauldi
- Euplectrus jacklonginoi
- Euplectrus jesusugaldei
- Euplectrus jimwhitfieldi
- Euplectrus jjrodriguezae
- Euplectrus johnheratyi
- Euplectrus johnlasallei
- Euplectrus johnnoyesi
- Euplectrus josefernandezi
- Euplectrus lubomirmasneri
- Euplectrus markshawi
- Euplectrus mikegatesi
- Euplectrus mikeschauffi
- Euplectrus mikesharkeyi
- Euplectrus ninazitaniae
- Euplectrus pammitchellae
- Euplectrus paulhansoni
- Euplectrus paulheberti
- Euplectrus paulhurdi
- Euplectrus philwardi
- Euplectrus robbinthorpi
- Euplectrus ronaldzunigai
- Euplectrus roysnellingi
- Euplectrus scottshawi
- Euplectrus sondrawardae
- Euplectrus sydneycameronae
- Euplectrus victoriapookae
- Euplectrus wonyoungchoi